# Цильсхаузен
Цильсхаузен (нем. Zilshausen) — община в Германии, в земле Рейнланд-Пфальц.
Входит в состав района Кохем-Целль. Подчиняется управлению Трайс-Карден. Население составляет 295 человек (на 31 декабря 2010 года). Занимает площадь 6,63 км².